# 洛迪 (阿肯色州)
洛迪（英語：Lodi）是位於美國阿肯色州派克縣的一個非建制地區。該地的面積和人口皆未知。

## 地理
洛迪的座標為34°18′39″N 93°42′27″W / 34.31083°N 93.70750°W，而該地的平均海拔高度為231米（即761英尺）。